# 夏南车辆段
夏南车辆段，位于中國廣東省佛山市南海区，龙溪大道与佛山一环高速公路交界处东南处，与金融高新区站接轨，是广佛地铁的列车停放与检修基地及车辆调度控制中心所在地。